# Russell Sage
Russell Risley Sage (Verona, 4 agosto 1816 – 22 luglio 1906) è stato un finanziere, dirigente ferroviario e politico appartenente al Partito Whig statunitense, originario dello Stato di New York. Fu uno degli americani più ricchi della sua epoca,. accumulando una considerevole fortuna anche grazie alla frequente collaborazione con Jay Gould in numerose operazioni finanziarie.
La sua seconda moglie, Olivia Slocum Sage, ereditò l'intero patrimonio, senza restrizioni d'uso. In suo nome, ella destinò una parte significativa della ricchezza a scopi filantropici, finanziando la costruzione di edifici e l’istituzione di enti dedicati all’istruzione femminile. Nel 1907 fondò la Russell Sage Foundation e, nel 1916, istituì il Russell Sage College, dedicato all’educazione delle donne.

## Primi anni e famiglia
Russell Risley Sage nacque a Verona, nella contea di Oneida, nello Stato di New York, da Elisha Sage Jr. e Prudence Risley. Suo nonno, Elisha Yale Sr., era un imprenditore edile, mentre lo zio Barzillai Sage fu nonno del magnate ferroviario Colonnello Ira Yale Sage, appartenente alla famiglia Yale.
Grazie ai suoi prozii Capitano William Sage e Capitano Nathan Sage, contava tra i suoi parenti lontani la Principessa Kay Sage, moglie del Principe di San Faustino, Ammiraglio Francis M. Bunce, il mecenate della Cornell University Henry W. Sage, e i senatori Henry M. Sage e Josiah B. Williams.
La Principessa Kay Sage, figura appartenente all’aristocrazia americana, era legata per matrimonio alla famiglia Agnelli, fondatori della Fiat S.p.A. e proprietari della Ferrari. I membri della famiglia includono Donna Virginia Bourbon del Monte, Principessa Clara von Fürstenberg, il senatore Giovanni Agnelli, la ministra Susanna Agnelli, e l’uomo più ricco d’Italia, Gianni Agnelli, residente a Villa Leopolda.
Sage ricevette un’istruzione pubblica e lavorò come bracciante agricolo fino all’età di quindici anni. In seguito iniziò a lavorare come garzone nel negozio di alimentari del fratello Henry, a Troy, New York. Ebbe una partecipazione in un'attività di vendita al dettaglio nel periodo 1837–1839 e successivamente gestì un negozio all’ingrosso nella stessa città tra 1839 e 1857.

## Carriera politica
Nel 1841, Russell Sage fu eletto consigliere comunale a Troy, incarico per il quale venne riconfermato fino al 1848, svolgendo contemporaneamente il ruolo di tesoriere della contea di Rensselaer per sette anni.
Fu eletto alla Camera dei Rappresentanti degli Stati Uniti in qualità di rappresentante del Partito Whig, e venne successivamente rieletto come Oppositionist, restando in carica dal 4 marzo 1853 al 3 marzo 1857. Durante il suo mandato, fece parte della Commissione per le finanze e le imposte (Ways and Means Committee).
Sage fu il primo membro del Congresso a sostenere pubblicamente l’acquisto della piantagione di George Washington a Mount Vernon da parte del governo federale, con l’obiettivo di preservarla come patrimonio nazionale.

## Carriera finanziaria
Russell Sage, dopo il ritiro dalla vita politica, si stabilì a New York City, dove intraprese l’attività di vendita di put e call, insieme ad opzioni a breve termine note come privilegi. È riconosciuto per aver contribuito allo sviluppo del mercato delle opzioni azionarie negli Stati Uniti e per aver ideato le strategie note come "spread" e "straddle", che gli valsero i soprannomi di "Old Straddle" e "Padre delle Put e delle Call". Utilizzò tali strumenti per simulare prestiti a tassi d'interesse superiori a quelli consentiti dalle leggi antiusura statali; per questo fu condannato nel 1869, multato di 500 dollari e ricevette una sentenza sospesa di detenzione.
Nel 1874, Sage acquistò un seggio presso la Borsa di New York (New York Stock Exchange), affermandosi come finanziere. Intuì inoltre il potenziale espansionistico delle ferrovie e acquisì titoli di linee ferroviarie dell’ovest, in particolare della Chicago, Milwaukee, St. Paul and Pacific Railroad, di cui fu presidente e vicepresidente per dodici anni. Cedendo tali investimenti quando le piccole linee venivano acquistate da grandi compagnie ferroviarie, accumulò una considerevole ricchezza.
Negli ultimi anni fu strettamente legato a Jay Gould nella gestione di numerose compagnie ferroviarie, tra cui: Wabash Railway, St. Louis and Pacific, Missouri Pacific Railroad, Missouri-Kansas-Texas Railroad, Delaware, Lackawanna and Western Railroad, e St. Louis-San Francisco Railway, di cui fu direttore.
Sage ricoprì anche incarichi di direzione in altre importanti aziende, tra cui: la American Cable Company, la Western Union Telegraph Company, e il sistema di ferrovie sopraelevate di Manhattan. Fu direttore della Union Pacific Railroad, coinvolta nella costruzione della ferrovia transcontinentale. Insieme ad altri grandi investitori e pionieri ferroviari del XIX secolo, accumulò un’ingente fortuna.
Per vent’anni, fu direttore e vicepresidente della Importers and Traders' National Bank, e ricoprì ruoli direttivi anche nella Merchants' Trust Company e nella Fifth Avenue Bank di New York City.
In seguito al fallimento dello schema Grant & Ward nel 1884, Sage affrontò una richiesta massiccia di riscatti da parte dei possessori di put da lui vendute. Onorò tutti gli obblighi finanziari, ma si ritirò poco dopo dal mercato delle opzioni.

## Tentato assassinio
Nel 1891, Henry L. Norcross fece irruzione nell’ufficio di Russell Sage, situato in un edificio in pietra arenaria risalente al 1859, di sei piani, al numero 71 di Broadway, a Manhattan. Sostenendo di voler discutere di obbligazioni ferroviarie, consegnò a Sage una lettera con cui gli intimava il pagamento di 1.200.000 dollari, richiesta che Sage rifiutò. Norcross era in possesso di una borsa contenente dinamite, che esplose causando la sua morte, il ferimento di Sage e lesioni gravi a William R. Laidlaw Jr., un impiegato della John Bloodgood and Co. che si trovava casualmente nell’ufficio.
Successivamente, Laidlaw intentò causa contro Sage, sostenendo che quest’ultimo lo avesse usato come scudo umano contro l’aggressore. Rimasto invalidato per tutta la vita, Laidlaw proseguì con determinazione l’azione legale, ottenendo un risarcimento di 43.000 dollari dopo quattro processi. Tuttavia, la Corte d’Appello annullò la sentenza. Sage non corrispose alcun indennizzo e fu pubblicamente criticato per la sua mancata generosità, considerata incoerente con la sua enorme fortuna.

## Vita personale

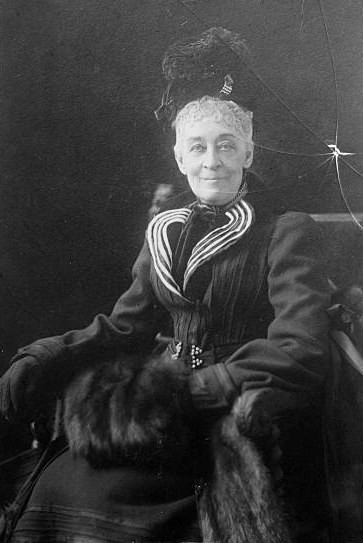
Olivia Slocum Sage nel 1910

Il 23 gennaio 1840, Russell Sage sposò Marie-Henrie Winne, conosciuta anche come Maria Winne. La coppia non ebbe figli. Maria morì il 7 maggio 1867, a causa di un tumore allo stomaco. Nel 1869, all’età di 53 anni, Sage si risposò con Olivia Slocum (1828–1918), di dieci anni più giovane.
Sage era noto per aver avuto relazioni extraconiugali, sia prima che dopo la morte della sua prima moglie. Lo scrittore Paul Sarnoff, nella biografia dedicata a Sage, ipotizzò che il secondo matrimonio fosse stato motivato da ragioni di immagine e probabilmente mai consumato. Sage avrebbe inoltre avuto un figlio da una giovane cameriera, secondo alcune fonti biografiche.
Fu membro della East Presbyterian Church, situata sulla West 42nd Street, tra Fifth e Sixth Avenue, che in seguito si unì alla Park Presbyterian Church, formando la West-Park Presbyterian Church.
Alla sua morte nel 1906, Sage lasciò l’intera fortuna, stimata in circa 70 milioni di dollari (equivalenti a circa 1,78 miliardi di dollari nel 2023), alla moglie Olivia Slocum Sage. Fu sepolto in un mausoleo in stile greco situato presso l’Oakwood Cemetery, a Troy, nello Stato di New York. Il mausoleo è volutamente senza nome e, sulla sinistra del memoriale, si trova una panchina con un bassorilievo di Medusa, raffigurata con serpenti al posto dei capelli.

## Eredità e riconoscimenti

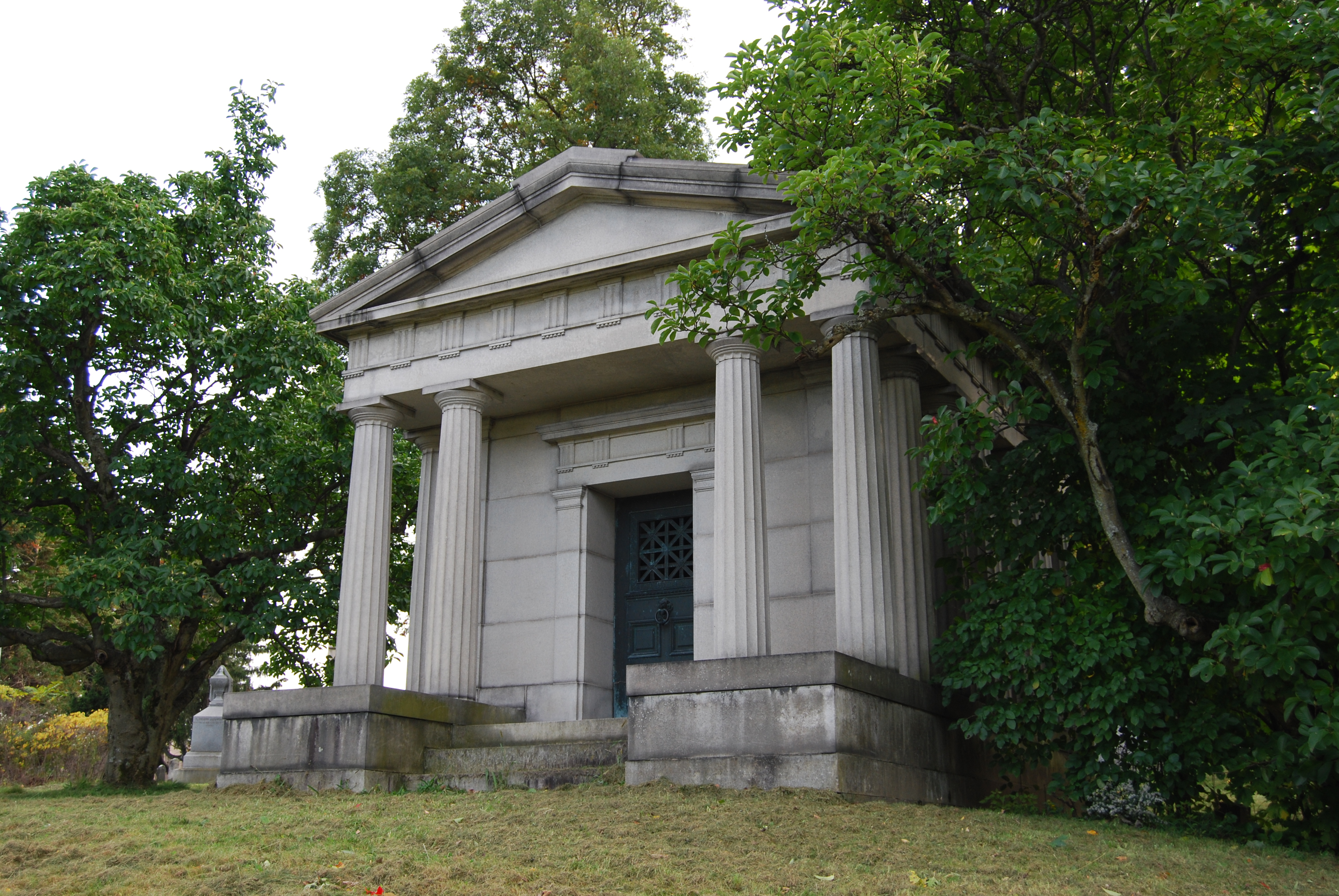
Il mausoleo di Sage nell'Oakwood Cemetery

Olivia Slocum Sage, nel 1910, destinò una parte significativa del patrimonio ereditato dal marito a iniziative filantropiche, tra cui la realizzazione di edifici e memoriali dedicati alla sua memoria. Commissionò all’architetto Ralph Adams Cram, figura di spicco nel panorama architettonico dell’epoca, la progettazione della Russell Sage Memorial Church, mentre Louis Tiffany fu incaricato della realizzazione di una grande vetrata commemorativa. Costruita nel 1908, la chiesa sorse a Far Rockaway, nel Queens, luogo in cui la famiglia possedeva una residenza estiva.
Nel 1907, Olivia Sage fondò la Russell Sage Foundation, e nel 1916 istituì il Russell Sage College a Troy. Inoltre, contribuì generosamente alla Emma Willard School e al Rensselaer Polytechnic Institute (RPI), anch’essi situati nella città natale del marito.
Nel 1917, presso la Lawrence University (all’epoca Lawrence College) ad Appleton, nel Wisconsin, fu istituito il Russell Sage Dormitory, intitolato in suo onore.
Durante la Seconda guerra mondiale, fu costruita a Panama City, in Florida, una nave cargo della classe Liberty, denominata SS Russell Sage, dedicata alla sua memoria.